# سابين ديفيلهي
سابين ديفيلهي ولدت في يوم 12 ديسمبر سنة 1985. إنها تؤدي الأدوار الرئيسية في كولوراتورا سوبرانو : ملكة الليل ( الفلوت السحري ).

## سيرة
سابين ديفيلهي هي مغنية ، نشأت في إيفس ، في عائلة غير موسيقيين - كان والداها مدرسين متخصصين، وأختها الكبرى فقط هي التي تقوم بتدريس الغناء والكمان.